# 1518 en santé et médecine
| Années de la santé et de la médecine : 1515 - 1516 - 1517 - 1518 - 1519 - 1520 - 1521    |
| Décennies de la santé et de la médecine : 1480 - 1490 - 1500 - 1510 - 1520 - 1530 - 1540 |

Cet article présente les faits marquants de l'année 1518 en santé et médecine.

## Événements
- Été : une « épidémie chorémaniaque gagne Strasbourg », en Alsace[1],[2].
- Peste à Avignon, en Provence[3].
- Première épidémie connue de variole au Nouveau Monde, cette maladie, qui existe déjà en Espagne, ayant peut-être été « amenée [à Saint-Domingue] par un navire portugais chargé d'esclaves noirs infectés[4] ».
- 1518-1519 : peste à Loches, en Touraine[5].

## Fondations
- Inauguration de l'hôpital des Incurables de Naples[6].
- Charte de fondation du Collège des médecins de Londres[7].
- Fondation à Aix-en-Provence, par Jacques de la Roque, de l'hôpital Saint-Jacques, futur Hôtel-Dieu, origine de l'actuel centre hospitalier du pays d'Aix[8].

## Publications
- Marcel-Virgile Adriani (it) (1464-1521), fait paraître à Florence son édition latine de la Matière médicale de Dioscoride[9].
- Sous le titre d'Additiones ad Practicam Antonii Guainerii, Jean Faucon († 1532) donne à Pavie ses commentaires de l'Opus praeclarum ad praxim, d'Antoine Guainier (c.1390-c.1458[10]).
- Parution du Lexicon artis medicamentariae d'Antonio de Nebrija († 1522), « qui contient la correspondance en langue vulgaire des noms des plantes en grec et latin[11] ».
- Le médecin, géographe et astrologue Laurent Fries (de) (1485-1532) fait paraître en allemand à Strasbourg « son œuvre maîtresse sur la médecine interne », le Spiegel der Artzny (« Miroir de la médecine[12],[13] »).
- Sous le titre de De epidimiae morbo, parution à Augsbourg de la traduction latine, par Girolamo Ricci, du Consilio contro la pestilentia (1481) de Marsile Ficin (1433-1499[14],[15]).

## Naissances
- George Etheridge (mort à une date inconnue), auteur de commentaires sur Paul d'Égine intitulés Hypnomnemata quaedam in aliquot libros Pauli Aeginetae, seu Observationes medicamentorum et imprimés à Londres en 1588[16].
- Alfonso Ferri (mort en 1595), médecin italien[17].
- Li Shizhen (mort en 1593), médecin, pharmacologue et naturaliste chinois[18].

## Décès
- 1517) ou 1518 : Antonio Cittadini (né en 1465 ou 1466), professeur de médecine à Ferrare[19],[20].